# Donkerbruine stuifzwam
De donkerbruine stuifzwam (Lycoperdon umbrinum) is een schimmel die behoort tot de familie Lycoperdaceae. Hij komt vooral voor in naaldbossen onder sparren, vooral in de bergen. Hij groeit op zowel zure als kalkhoudende substraten.

## Kenmerken
Vruchtlichaam
Het vruchtlichaam heeft een breedte tot 3 cm en een hoogte tot 4 cm. De vorm is meestal schuinpeervormig. Het onderste deel van het vruchtlichaam is versmald, verbonden met de grond met wit mycelium. De kleur is aanvankelijk bleek grijsbruin, later middel- tot donkerbruin. Het oppervlak van het exoperidium is bedekt met dunne en dichte stekels tot 1 mm hoog. Ze zijn allemaal hetzelfde en stijf. Ze buigen naar elkaar toe waardoor er een soort vlecht ontstaat. Tijdens de rijping van het vruchtlichaam blijven de stekels enkelvoudig of vormen ze stervormige trossen die aanvankelijk lichtbruin, dan bruin en ten slotte donkerbruin zijn. In het rijpende vruchtlichaam is tussen de stekels een glanzend, papierachtig endoperidium zichtbaar. In jonge vruchtlichamen is het witachtig en vervolgens bruin. Het opent aan de bovenkant met een klein gaatje. Ondergrond met grote kamers, eerst wit, daarna grijsbruin en grijspaars. Naarmate het vruchtlichaam rijpt, verandert het in een columella. De bodem is olijfbruin tot bruin[
Geur en smaak
Geur en smaak zijn kruidig-champignonachtig. De sporenprint is olijfbruin. 
Microscopische kenmerken
De sporen zijn olijfbruin, bolvormig, gepuncteerd tot fijnwrattig, 3,5–4,5 (5) μm groot, zonder sterigma.

## Verspreiding
De donkerebruine stuifzwam is wijdverspreid in Noord-Amerika en Europa, en is gemeld in Midden-Amerika en Oost-Azië. De soort is inheems in Midden-Europa. In Nederland komt hij vrij zeldzaam voor. Hij staat op de rode lijst in de categorie 'Bedreigd' .

## Verwisseling
Deze stuifzwam kan worden verward met de zachtstekelige stuifzwam (Lycoperdon molle) en de zwartwordende stuifzwam (Lycoperdon foetidum). Alleen rijpe exemplaren zijn macroscopisch met zekerheid te onderscheiden van Lycoperdon foetidum. Dit door middel van het gladde oppervlak zonder netvormige tekening.